# Funktor
|  | Wiktionary har en ordboksartikel om funktor. |

Inom kategoriteorin i matematik är en funktor en tillordning som på ett naturligt sätt till varje objekt i en kategori associerar något objekt i samma eller en annan kategori.

## Inledning
En mycket vanlig konstruktion i matematiken är att man till en struktur av en viss typ associerar en annan struktur. Några exempel på sådana konstruktioner är:
1. Till ett topologiskt rum associerar man dess homologigrupper
2. Till en ring associerar man dess maximala fraktionsring
3. Till en grupp associerar man dess centrum
4. Till ett komplex associerar man dess homologikomplex
5. Givet en abelsk grupp {\displaystyle N}, associerar man till varje abelsk {\displaystyle M} grupp gruppen av homomorfismer {\displaystyle \operatorname {Hom} (M,N)}

Om en sådan association är sådan att avbildningar mellan två strukturer på ett naturligt sätt inducerar avbildningar mellan de associerade strukturerna, kallas associationen för en funktor. Mer allmänt kan man definiera funktorer mellan två kategorier
Alla associationer i listan ovan är funktorer.

## Kovariant och kontravariant funktor
En kovariant funktor är en funktor som bevarar ordningen på morfierna.
En kontravariant funktor är en funktor som kastar om ordningen på morfierna.
Om termen "funktor" används utan att variansen anges, så syftar termen oftast på en kovariant funktor.

## Definitioner
Givet två kategorier {\displaystyle C,D} så är en (kovariant) funktor {\displaystyle F} ett par av tillordningar {\displaystyle (F_{0},F_{1})} där {\displaystyle F_{0}} avbildar objekt i {\displaystyle C} på objekt i {\displaystyle D} och {\displaystyle F_{1}} avbildar morfier i {\displaystyle C} på morfier i {\displaystyle D} sådan att följande är sant:
- Om {\displaystyle c,c'\in C} och {\displaystyle \phi :c\rightarrow c'} så gäller {\displaystyle F_{1}(\phi ):F_{0}(c)\rightarrow F_{0}(c')}
- Om {\displaystyle \phi _{2}=\phi _{1}\circ \phi _{0}} så {\displaystyle F_{1}(\phi _{2})=F_{1}(\phi _{1})\circ F_{1}(\phi _{0})}

För en kontravariant funktor ersätts villkoren med:
- Om {\displaystyle c,c'\in C} och {\displaystyle \phi :c\rightarrow c'} så gäller {\displaystyle F_{1}(\phi ):F_{0}(c')\rightarrow F_{0}(c).}
- Om {\displaystyle \phi _{2}=\phi _{1}\circ \phi _{0}} så {\displaystyle F_{1}(\phi _{2})=F_{1}(\phi _{0})\circ F_{1}(\phi _{1})}

## Funktorer med extra egenskaper
Låt {\displaystyle F:{\mathcal {C}}\rightarrow {\mathcal {D}}} vara en (kovariant) funktor och låt som brukligt {\displaystyle \operatorname {Hom} _{\mathcal {C}}(X,Y)} beteckna mängden av morfismer från objektet {\displaystyle X} till objektet {\displaystyle Y} i kategorin {\displaystyle {\mathcal {C}}} (dito för kategorin {\displaystyle {\mathcal {D}}}). Funktorn {\displaystyle F} ger för varje par {\displaystyle (X,Y)} av objekt i {\displaystyle {\mathcal {C}}} en avbildning
{\displaystyle F_{X,Y}:\operatorname {Hom} _{\mathcal {C}}(X,Y)\rightarrow \operatorname {Hom} _{\mathcal {D}}(F(X),F(Y))}.
Funktorn {\displaystyle F} sägs vara trogen om varje sådan {\displaystyle F_{X,Y}} är injektiv. Den sägs vara full om varje sådan {\displaystyle F_{X,Y}} är surjektiv. En funktor som är både trogen och full sägs vara fullt trogen.